# Lachesilla chapmani
Lachesilla chapmani är en insektsart som beskrevs av Sommerman 1946. Lachesilla chapmani ingår i släktet Lachesilla och familjen kviststövsländor. Inga underarter finns listade i Catalogue of Life.